# Tornei di tennis femminili nel 1952
Prima della nascita del WTA Tour, ossia l'apertura alle tenniste professioniste dei tornei che prima di quell'anno erano riservati alle tenniste dilettanti, tutti gli eventi più importanti erano amatoriali, tra questi c'erano i tornei del Grande Slam: gli Australian Championships, gli Internazionali di Francia, il Torneo di Wimbledon e gli U.S. National Championships.

## Gennaio
| Settimana  | Torneo                                                                                     | Vincitore                                            | Finalista                                           | Semifinalisti | Eliminati ai quarti |
| ---------- | ------------------------------------------------------------------------------------------ | ---------------------------------------------------- | --------------------------------------------------- | ------------- | ------------------- |
| 1º gennaio | Cumberland Championships 1952 Sydney, Australia Singolare - Doppio                         | Beryl Penrose Collier 6-4 6-3                        | Esme Ashford                                        |               |                     |
| 1º gennaio | Cumberland Championships 1952 Sydney, Australia Singolare - Doppio                         | Beryl Penrose Collier Esme Ashford 6-0 6-4           | Dorn Fogarty Alison Hattersley                      |               |                     |
| 1º gennaio | Cumberland Championships 1952 Sydney, Australia Singolare - Doppio                         | Doppio misto: Ross Sherriff Dorn Fogarty 4-6 7-5 9-7 | K Meyer P. Colyer                                   |               |                     |
| 6 gennaio  | Sydney Manly Seaside Championships 1952 Sydney, Australia Singolare - Doppio               | Beryl Penrose Collier 6-1 5-7 6-2                    | Mary Bevis-Hawton                                   |               |                     |
| 6 gennaio  | Sydney Manly Seaside Championships 1952 Sydney, Australia Singolare - Doppio               | Mary Bevis-Hawton Thelma Long 6-4 6-4                | Nell Hopman Beryl Penrose Collier                   |               |                     |
| 6 gennaio  | Sydney Manly Seaside Championships 1952 Sydney, Australia Singolare - Doppio               | Doppio misto: George Worthington Thelma Long 6-4 6-4 | Robert Howe Esme Ashford                            |               |                     |
| 6 gennaio  | Dixie Championships 1952 Tampa, USA Terra rossa Singolare - Doppio                         | Magda Rurac 7-5 6-1                                  | Laura Lou Jahn Kunnen                               |               |                     |
| 6 gennaio  | Dixie Championships 1952 Tampa, USA Terra rossa Singolare - Doppio                         | Laura Lou Jahn Kunnen Magda Rurac 6-1 6-2            | Evelyn Cowan Louise Fowler                          |               |                     |
| 12 gennaio | New Zealand Championships 1952 Wellington, Nuova Zelanda Singolare - Doppio                | J MacGibbon 6-4 6-4                                  | Judy Burke                                          |               |                     |
| 12 gennaio | New Zealand Championships 1952 Wellington, Nuova Zelanda Singolare - Doppio                |                                                      |                                                     |               |                     |
| 13 gennaio | Florida West Coast Championships 1952 Saint Petersburg, USA Terra rossa Singolare - Doppio | Magda Rurac 6-3 6-1                                  | Laura Lou Jahn Kunnen                               |               |                     |
| 13 gennaio | Florida West Coast Championships 1952 Saint Petersburg, USA Terra rossa Singolare - Doppio | Laura Lou Jahn Kunnen Magda Rurac 6-4 6-1            | Evelyn Cowan Louise Fowler                          |               |                     |
| 20 gennaio | Palm Springs Invititational 1952 Palm Springs, USA Cemento Singolare - Doppio              | Maureen Connolly 6-2 6-4                             | Dorothy Knode-Head                                  |               |                     |
| 20 gennaio | Palm Springs Invititational 1952 Palm Springs, USA Cemento Singolare - Doppio              |                                                      |                                                     |               |                     |
| 27 gennaio | Scandanavian Covered Court Championships 1952 Stoccolma, Svezia Indoor Singolare - Doppio  | Jean Rinkel-Quertier 6-3 6-2                         | Susan Partridge                                     |               |                     |
| 27 gennaio | Scandanavian Covered Court Championships 1952 Stoccolma, Svezia Indoor Singolare - Doppio  | Jean Rinkel-Quertier Susan Partridge 6-4 6-2         | Bibi Gulbrandsson Sanden Hilde Krahwinkle Sperlinga |               |                     |
| 30 gennaio | Australian Championships 1952 Adelaide, Australia Erba Singolare - Doppio                  | Thelma Coyne 6-2 6-3                                 | Helen Angwin                                        |               |                     |
| 30 gennaio | Australian Championships 1952 Adelaide, Australia Erba Singolare - Doppio                  | Thelma Coyne Nancy Wynne 6-1, 6-1                    | Mary Bevis-Hawton Alison Burton Baker               |               |                     |

## Febbraio
| Settimana   | Torneo                                                                                  | Vincitore                                           | Finalista                     | Semifinalisti | Eliminati ai quarti |
| ----------- | --------------------------------------------------------------------------------------- | --------------------------------------------------- | ----------------------------- | ------------- | ------------------- |
| 4 febbraio  | Austin Smith Championships 1952 Fort Lauderdale, USA Terra rossa Singolare - Doppio     | Magda Rurac 6-1 6-3                                 | Laura Lou Jahn Kunnen         |               |                     |
| 4 febbraio  | Austin Smith Championships 1952 Fort Lauderdale, USA Terra rossa Singolare - Doppio     |                                                     |                               |               |                     |
| 9 febbraio  | Northern Suburbs Championships 1952 Sydney, Australia Singolare - Doppio                | Esme Ashford 6-1 9-7                                | Alison Hattersley             |               |                     |
| 9 febbraio  | Northern Suburbs Championships 1952 Sydney, Australia Singolare - Doppio                |                                                     |                               |               |                     |
| 10 febbraio | University of Miami Championships 1952 Coral Gables, USA Terra rossa Singolare - Doppio | Magda Rurac 6-4 6-4                                 | Marta Barnett                 |               |                     |
| 10 febbraio | University of Miami Championships 1952 Coral Gables, USA Terra rossa Singolare - Doppio |                                                     |                               |               |                     |
| 17 febbraio | Asian Championships 1952 Colombo, Sri Lanka Singolare - Doppio                          | Doris Hart 6-4 2-6 6-1                              | Shirley Fry                   |               |                     |
| 17 febbraio | Asian Championships 1952 Colombo, Sri Lanka Singolare - Doppio                          | Shirley Fry Doris Hart 10-8 6-4                     | Joy Mottram Jean Walker-Smith |               |                     |
| 17 febbraio | Asian Championships 1952 Colombo, Sri Lanka Singolare - Doppio                          | Doppio misto: Doris Hart Frank Sedgman 6-0 6-1      | Shirley Fry Straight Clark    |               |                     |
| 17 febbraio | Franch Covered Court Championships 1952 Parigi, Francia Indoor Singolare - Doppio       | Jean Rinkel-Quertier 9-7 7-5                        | Nelly Landry                  |               |                     |
| 17 febbraio | Franch Covered Court Championships 1952 Parigi, Francia Indoor Singolare - Doppio       | Jean Rinkel-Quertier Susan Partridge 6-0 6-1        | Rita Anderson Lorna Cornell   |               |                     |
| 25 febbraio | Western India Championships 1952 Bombay, India Singolare - Doppio                       | Shirley Fry 2-6 6-4 6-2                             | Doris Hart                    |               |                     |
| 25 febbraio | Western India Championships 1952 Bombay, India Singolare - Doppio                       | Doris Hart Laxmi Merchant 6-4 5-7 6-1               | Shirley Fry Laura Woodbridge  |               |                     |
| 25 febbraio | Western India Championships 1952 Bombay, India Singolare - Doppio                       | Doppio misto: Doris Hart Vladislav Skonecki 6-0 6-0 | Laura Woodbridge Jimmy Mehta  |               |                     |
| 25 febbraio | US Indoors 1952 Boston, USA Indoor Singolare - Doppio                                   | Nancy Chaffee Kiner 6-1 6-0                         | Patricia Todd                 |               |                     |
| 25 febbraio | US Indoors 1952 Boston, USA Indoor Singolare - Doppio                                   | Nancy Chaffee Kiner Patricia Todd 6-4 6-4           | Helen Fletcher Pat Ward-Hales |               |                     |
| 25 febbraio | Italian Riviera Championships 1952 San Remo, Italia Terra rossa Singolare - Doppio      | Joan Curry 9-7 6-3                                  | Annalisa Bossi                |               |                     |
| 25 febbraio | Italian Riviera Championships 1952 San Remo, Italia Terra rossa Singolare - Doppio      |                                                     |                               |               |                     |

## Marzo
| Settimana | Torneo                                                                                               | Vincitore                                              | Finalista                           | Semifinalisti | Eliminati ai quarti |
| --------- | --- | ------------------------------------------------------ | ----------------------------------- | ------------- | ------------------- |
| 4 marzo   | Indian Cricket Club Championships 1952 Bombay, India Singolare - Doppio                              | Shirley Fry 6-3 6-2                                    | Doris Hart                          |               |                     |
| 4 marzo   | Indian Cricket Club Championships 1952 Bombay, India Singolare - Doppio                              | Shirley Fry J. Hawley 6-3 7-5                          | Joan Diwan Doris Hart               |               |                     |
| 4 marzo   | Indian Cricket Club Championships 1952 Bombay, India Singolare - Doppio                              | Doppio misto: Shirley Fry A. Hermann 10-8 3-2 ritiro   | Doris Hart Vladislav Skonecki       |               |                     |
| 4 marzo   | St. Andrews Invitation 1952 Kingston, Giamaica Erba Singolare - Doppio                               | Betty Rosenquest Pratt 6-2 6-4                         | Althea Gibson                       |               |                     |
| 4 marzo   | St. Andrews Invitation 1952 Kingston, Giamaica Erba Singolare - Doppio                               |                                                        |                                     |               |                     |
| 4 marzo   | St. Andrews Invitation 1952 Kingston, Giamaica Erba Singolare - Doppio                               | Doppio misto: Pat Canning Todd Budge Patty 3-6 6-3 6-4 | Betty Rosenquest Pratt Dick Savitt  |               |                     |
| 4 marzo   | Philippines International Championships 1952 Manila, Filippine Singolare - Doppio                    | Joy Mottram 6-2 6-1                                    | Liu Shang Kuo                       |               |                     |
| 4 marzo   | Philippines International Championships 1952 Manila, Filippine Singolare - Doppio                    | Catherine Chickett Joy Mottram 6-1 6-2                 | Estrella Alburo Minda Ochoa-Moldero |               |                     |
| 8 marzo   | South Australian Championships 1952 Adelaide, Australia Erba Singolare - Doppio                      | Helen Angwin 4-6 6-3 6-1                               | Gwen Thiele                         |               |                     |
| 8 marzo   | South Australian Championships 1952 Adelaide, Australia Erba Singolare - Doppio                      | Thelma Coyne Nancy Wynne 6-1 6-1                       | Alison Baker Mary Bevis-Hawton      |               |                     |
| 9 marzo   | Caribbean Championships 1952 Kingston, Giamaica Erba Singolare - Doppio                              | Patricia Todd 6-2 6-0                                  | Betty Rosenquest Pratt              |               |                     |
| 9 marzo   | Caribbean Championships 1952 Kingston, Giamaica Erba Singolare - Doppio                              | Betty Rosenquest Pratt Patricia Todd 6-1 6-4           | Helen Fletcher Pat Ward-Hales       |               |                     |
| 15 marzo  | Southdean Covered Court Championships 1952 Southdean, Gran Bretagna Indoor Singolare - Doppio        | Angela Mortimer 6-1 6-1                                | Mary Harris                         |               |                     |
| 15 marzo  | Southdean Covered Court Championships 1952 Southdean, Gran Bretagna Indoor Singolare - Doppio        | Angela Mortimer Rosemary Bulleid 6-3 6-3               | Anne Shilcock J. Duckit             |               |                     |
| 16 marzo  | Egyptian International Cairo Championships 1952 Cairo, Egitto Terra rossa Singolare - Doppio         | Doris Hart 2-6 6-1 6-2                                 | Shirley Fry                         |               |                     |
| 16 marzo  | Egyptian International Cairo Championships 1952 Cairo, Egitto Terra rossa Singolare - Doppio         | Shirley Fry Doris Hart 8-6 6-4                         | Betsy Abbas Georgiana Greiss        |               |                     |
| 16 marzo  | Egyptian International Cairo Championships 1952 Cairo, Egitto Terra rossa Singolare - Doppio         | Doppio misto: Doris Hart Jaroslav Drobny 6-4 6-4       | Shirley Fry Rolando Del Bello       |               |                     |
| 16 marzo  | Gallia Club Championships 1952 Cannes, Francia Singolare - Doppio                                    | Joan Curry 6-1 6-3                                     | Helga Strecker                      |               |                     |
| 16 marzo  | Gallia Club Championships 1952 Cannes, Francia Singolare - Doppio                                    |                                                        |                                     |               |                     |
| 17 marzo  | Torneo di La Jolla 1952 La Jolla, USA Cemento Singolare - Doppio                                     | Maureen Connolly 6-2 6-2                               | Louise Brough                       |               |                     |
| 17 marzo  | Torneo di La Jolla 1952 La Jolla, USA Cemento Singolare - Doppio                                     | Louise Brough Maureen Connolly walkover                | Barbara Krimbell Julia Sampson      |               |                     |
| 17 marzo  | Torneo di La Jolla 1952 La Jolla, USA Cemento Singolare - Doppio                                     | Doppio misto: Dorothy Head Hugh Stewart 6-2 6-4        | Peggy Welch Herb Flam               |               |                     |
| 30 marzo  | Cannes Lawn Tennis Club Championships 1952 Cannes, Francia Terra rossa Singolare - Doppio            | Joan Curry 6-3 6-2                                     | Susan Partridge                     |               |                     |
| 30 marzo  | Cannes Lawn Tennis Club Championships 1952 Cannes, Francia Terra rossa Singolare - Doppio            |                                                        |                                     |               |                     |
| 30 marzo  | Cannes Lawn Tennis Club Championships 1952 Cannes, Francia Terra rossa Singolare - Doppio            | Doppio misto: Joan Curry Tower Williams 6-2 4-6 8-6    | Jean Sedgeman Frank Sedgman         |               |                     |
| 31 marzo  | Egyptian International Alexandria Championships 1952 Alessandria d'Egitto, Egitto Singolare - Doppio | Betsy Abbas 6-1 6-4                                    | Simonne Mathieu                     |               |                     |
| 31 marzo  | Egyptian International Alexandria Championships 1952 Alessandria d'Egitto, Egitto Singolare - Doppio |                                                        |                                     |               |                     |
| 31 marzo  | Miami Invitational 1952 Miami, USA Terra rossa Singolare - Doppio                                    | Magda Rurac 6-2 6-4                                    | Betty Ruth James                    |               |                     |
| 31 marzo  | Miami Invitational 1952 Miami, USA Terra rossa Singolare - Doppio                                    |                                                        |                                     |               |                     |
| 31 marzo  | Miami Invitational 1952 Miami, USA Terra rossa Singolare - Doppio                                    | Doppio misto: Magda Rurac Tony Vincent 6-4 6-1         | Bob Curtis Curtis                   |               |                     |

## Aprile
| Settimana | Torneo                                                                                    | Vincitore                                             | Finalista                                 | Semifinalisti | Eliminati ai quarti |
| --------- | ----------------------------------------------------------------------------------------- | ----------------------------------------------------- | ----------------------------------------- | ------------- | ------------------- |
| 6 aprile  | Torneo di Beaulieu 1952 Cannes, Francia Singolare - Doppio                                | Susan Partridge 6-0 6-3                               | Marta Peterdy-Wolf                        |               |                     |
| 6 aprile  | Torneo di Beaulieu 1952 Cannes, Francia Singolare - Doppio                                |                                                       |                                           |               |                     |
| 6 aprile  | Everglades Invitation 1952 Palm Beach, USA Terra rossa Singolare - Doppio                 | Magda Rurac 1-6 6-4 6-1                               | Patricia Todd                             |               |                     |
| 6 aprile  | Everglades Invitation 1952 Palm Beach, USA Terra rossa Singolare - Doppio                 |                                                       |                                           |               |                     |
| 6 aprile  | Bay Counties Championships 1952 San Francisco, USA Cemento Singolare - Doppio             | Maureen Connolly 6-1 6-4                              | Dorothy Knode-Head                        |               |                     |
| 6 aprile  | Bay Counties Championships 1952 San Francisco, USA Cemento Singolare - Doppio             |                                                       |                                           |               |                     |
| 6 aprile  | Eastern Suburb Hard Court Championships 1952 Sydney, Australia Singolare - Doppio         | Esme Ashford 6-2 6-0                                  | Joyce Martin                              |               |                     |
| 6 aprile  | Eastern Suburb Hard Court Championships 1952 Sydney, Australia Singolare - Doppio         |                                                       |                                           |               |                     |
| 12 aprile | South African Championships 1952 Johannesburg, Sudafrica Cemento Singolare - Doppio       | Doris Hart 6-1 7-5                                    | Julia Wipplinger                          |               |                     |
| 12 aprile | South African Championships 1952 Johannesburg, Sudafrica Cemento Singolare - Doppio       | Shirley Fry Doris Hart walkover                       | Hazel Redick-Smith Sheila Piercey Summers |               |                     |
| 13 aprile | Good Neighbor Tournament 1952 Miami, USA Terra rossa Singolare - Doppio                   | Magda Rurac 5-7 8-6 ritiro                            | Patricia Todd                             |               |                     |
| 13 aprile | Good Neighbor Tournament 1952 Miami, USA Terra rossa Singolare - Doppio                   | Lois Miller Magda Rurac 7-5 6-3                       | Althea Gibson Gladys Heldman              |               |                     |
| 14 aprile | Southern Transvaal Championships 1952 Johannesburg, Sudafrica Singolare - Doppio          | Hazel Redick-Smith walkover                           | Solveig Glietenberg                       |               |                     |
| 14 aprile | Southern Transvaal Championships 1952 Johannesburg, Sudafrica Singolare - Doppio          |                                                       |                                           |               |                     |
| 14 aprile | Monte Carlo Cup 1952 Monte Carlo, Monte Carlo Terra rossa Singolare - Doppio              | Zsuzsa Körmöczy 7-5 7-5                               | Helga Strecker                            |               |                     |
| 14 aprile | Monte Carlo Cup 1952 Monte Carlo, Monte Carlo Terra rossa Singolare - Doppio              |                                                       |                                           |               |                     |
| 14 aprile | Monte Carlo Cup 1952 Monte Carlo, Monte Carlo Terra rossa Singolare - Doppio              | Doppio misto: Jean Quertier Jean Borotra 6-2 6-2      | Zsuzsa Körmöczy Josef Asboth              |               |                     |
| 14 aprile | Goulburn Valley Championships 1952 Shepparton, Australia Singolare - Doppio               | Pam Southcombe 6-4 8-6                                | Boyd                                      |               |                     |
| 14 aprile | Goulburn Valley Championships 1952 Shepparton, Australia Singolare - Doppio               |                                                       |                                           |               |                     |
| 14 aprile | Darling Downs Championships 1952 Toowoomba, Australia Singolare - Doppio                  | Edith Niemeyer Finney 6-2 6-3                         | Mary Schultz                              |               |                     |
| 14 aprile | Darling Downs Championships 1952 Toowoomba, Australia Singolare - Doppio                  |                                                       |                                           |               |                     |
| 15 aprile | Tasmanian Championships 1952 Launceston, Australia Singolare - Doppio                     | Alison Burton Baker 6-3 6-0                           | Williams H                                |               |                     |
| 15 aprile | Tasmanian Championships 1952 Launceston, Australia Singolare - Doppio                     |                                                       |                                           |               |                     |
| 15 aprile | Western Australian Championships 1952 Perth, Australia Singolare - Doppio                 | J. Ryan 6-2 2-6 6-1                                   | Cunningham                                |               |                     |
| 15 aprile | Western Australian Championships 1952 Perth, Australia Singolare - Doppio                 |                                                       |                                           |               |                     |
| 20 aprile | Nice Lawn Tennis Club Championships 1952 Nizza, Francia Singolare - Doppio                | Joan Curry 7-5 6-3                                    | Jacqueline Marcellin                      |               |                     |
| 20 aprile | Nice Lawn Tennis Club Championships 1952 Nizza, Francia Singolare - Doppio                |                                                       |                                           |               |                     |
| 21 aprile | Cuban Championships 1952 L'Avana, Cuba Singolare - Doppio                                 | Melita Rameriez 5-7 9-7 4-2 ritiro                    | Patricia Todd                             |               |                     |
| 21 aprile | Cuban Championships 1952 L'Avana, Cuba Singolare - Doppio                                 |                                                       |                                           |               |                     |
| 21 aprile | Internazionali d'Italia 1952 Roma, Italia Terra rossa Singolare - Doppio                  | Susan Partridge 6-3 7-5                               | Pat Harrison                              |               |                     |
| 21 aprile | Internazionali d'Italia 1952 Roma, Italia Terra rossa Singolare - Doppio                  | Nell Hopman Thelma Coyne 6-2 6-8 6-3                  | Nicla Migliori Victoria Tonolli           |               |                     |
| 26 aprile | Surrey Hard Court Championships 1952 Sutton, Gran Bretagna Terra rossa Singolare - Doppio | Angela Mortimer 6-4 6-1                               | Pat Ward-Hales                            |               |                     |
| 26 aprile | Surrey Hard Court Championships 1952 Sutton, Gran Bretagna Terra rossa Singolare - Doppio | Jean Rinkel-Quertier Susan Partridge 6-2 8-6          | Angela Mortimer Rosemary Bulleid          |               |                     |
| 27 aprile | Campionati Internazionali di Sicilia 1952 Palermo, Italia Terra rossa Singolare - Doppio  | Joan Curry 7-5 6-4                                    | Thelma Coyne                              |               |                     |
| 27 aprile | Campionati Internazionali di Sicilia 1952 Palermo, Italia Terra rossa Singolare - Doppio  | Joan Curry Rita Anderson Jarvis 6-4 6-3               | Silvana Lazzarino Josefa de Riba          |               |                     |
| 27 aprile | Paris International Championships 1952 Parigi, Francia Terra rossa Singolare - Doppio     | Anne-Marie Seghers 6-4 5-7 8-6                        | Raymonde Veber-Jones                      |               |                     |
| 27 aprile | Paris International Championships 1952 Parigi, Francia Terra rossa Singolare - Doppio     | Arvilla McGuire Jacqueline Patorni 6-3 6-3            | Myrtil Dubois Suzanne Pannetier           |               |                     |
| 27 aprile | Paris International Championships 1952 Parigi, Francia Terra rossa Singolare - Doppio     | Doppio misto: Jacqueline Patorni Jean Borotra 6-4 6-2 | Arvilla McGuire Kurt Nielson              |               |                     |
| 28 aprile | River Oaks International Tennis Tournament 1952 Houston, USA Singolare - Doppio           | Gladys Heldman 6-3 6-2                                | Lucille Scoggins                          |               |                     |
| 28 aprile | River Oaks International Tennis Tournament 1952 Houston, USA Singolare - Doppio           |                                                       |                                           |               |                     |

## Maggio
| Settimana | Torneo                                                                                          | Vincitore                                                 | Finalista                            | Semifinalisti | Eliminati ai quarti |
| --------- | ----------------------------------------------------------------------------------------------- | --------------------------------------------------------- | ------------------------------------ | ------------- | ------------------- |
| maggio    | Connecticut State Championships 1952 , USA Singolare - Doppio                                   | Lois Felix 6-0 12-10                                      | Ann Gray                             |               |                     |
| maggio    | Connecticut State Championships 1952 , USA Singolare - Doppio                                   |                                                           |                                      |               |                     |
| 3 maggio  | British Hard Court Championships 1952 Bournemouth, Gran Bretagna Cemento Singolare - Doppio     | Doris Hart 6-4 6-3                                        | Shirley Fry                          |               |                     |
| 3 maggio  | British Hard Court Championships 1952 Bournemouth, Gran Bretagna Cemento Singolare - Doppio     | Shirley Fry Doris Hart 6-1 6-4                            | Susan Partridge Jean Rinkel-Quertier |               |                     |
| 3 maggio  | British Hard Court Championships 1952 Bournemouth, Gran Bretagna Cemento Singolare - Doppio     | Doppio misto: Jean Rinkel-Quertier Geoffrey Paish 6-3 7-5 | Shirley Fry Don Candy                |               |                     |
| 3 maggio  | Australian Hard Court Championships 1952 Sydney, Australia Singolare - Doppio                   | Pam Southcombe 6-4 7-5                                    | Loris Nicholls                       |               |                     |
| 3 maggio  | Australian Hard Court Championships 1952 Sydney, Australia Singolare - Doppio                   |                                                           |                                      |               |                     |
| 3 maggio  | Wiesbaden Championships 1952 Wiesbaden, Germania Terra rossa Singolare - Doppio                 | Thelma Coyne 2-6 6-3 6-4                                  | Joan Curry                           |               |                     |
| 3 maggio  | Wiesbaden Championships 1952 Wiesbaden, Germania Terra rossa Singolare - Doppio                 | Joan Curry Arvilla McGuire                                | Thelma Long Nell Hopman              |               |                     |
| 5 maggio  | Bermuda International Championships 1952 Hamilton, Bermuda Erba Singolare - Doppio              | Patricia Todd 6-4 6-0                                     | Barbara Scofield-Davidson            |               |                     |
| 5 maggio  | Bermuda International Championships 1952 Hamilton, Bermuda Erba Singolare - Doppio              | Betty Rosenquest Pratt Patricia Todd 6-3 6-2              | Heather Brewer-Segal Kay Hubbell     |               |                     |
| 10 maggio | Coral Beach Invitation 1952 Hamilton, Bermuda Erba Singolare - Doppio                           | Patricia Todd 6-3 6-2                                     | Barbara Scofield-Davidson            |               |                     |
| 10 maggio | Coral Beach Invitation 1952 Hamilton, Bermuda Erba Singolare - Doppio                           | Barbara Scofield-Davidson Patricia Todd 6-4 6-2           | Midge Buck Betty Rosenquest Pratt    |               |                     |
| 10 maggio | London Hard Court Championships 1952 Hurlingham, Gran Bretagna Terra rossa Singolare - Doppio   | Hazel Redick-Smith 7-5 6-2                                | Lorna Cornell                        |               |                     |
| 10 maggio | London Hard Court Championships 1952 Hurlingham, Gran Bretagna Terra rossa Singolare - Doppio   | Mary Halford Molly Blair 6-3 6-3                          | Betty WIlford Peggy Dawson-Scott     |               |                     |
| 10 maggio | Southern California Championships 1952 Los Angeles, USA Cemento Singolare - Doppio              | Louise Brough 5-7 6-2 6-3                                 | Maureen Connolly                     |               |                     |
| 10 maggio | Southern California Championships 1952 Los Angeles, USA Cemento Singolare - Doppio              |                                                           |                                      |               |                     |
| 17 maggio | Guildford Hard Court Championships 1952 Guildford, Gran Bretagna Terra rossa Singolare - Doppio | Hazel Redick-Smith 6-3 6-2                                | Julia Wipplinger                     |               |                     |
| 17 maggio | Guildford Hard Court Championships 1952 Guildford, Gran Bretagna Terra rossa Singolare - Doppio | Hazel Redick-Smith Julia Wipplinger                       | Lorna Cornell Bobbie Wilson          |               |                     |
| 17 maggio | Torneo di Harrogate 1952 Harrogate, Gran Bretagna Singolare - Doppio                            | R.F. Woodgate                                             | Lorna Cornell                        |               |                     |
| 17 maggio | Torneo di Harrogate 1952 Harrogate, Gran Bretagna Singolare - Doppio                            | Lorna Cornell R.F. Woodgate                               | Jim Middleton Dorothy Spiers         |               |                     |
| 18 maggio | California State Championships 1952 Berkeley, USA Cemento Singolare - Doppio                    | Anita Kanter 6-1 1-6 9-7                                  | Virginia Kovacs                      |               |                     |
| 18 maggio | California State Championships 1952 Berkeley, USA Cemento Singolare - Doppio                    |                                                           |                                      |               |                     |
| 31 maggio | Surrey Championships 1952 Surbiton, Gran Bretagna Erba Singolare - Doppio                       | Maureen Connolly 3-6 6-3 6-4                              | Patricia Todd                        |               |                     |
| 31 maggio | Surrey Championships 1952 Surbiton, Gran Bretagna Erba Singolare - Doppio                       | Helen Fletcher Jean Rinkel-Quertier 6-4 6-4               | Thelma Coyne Patricia Todd           |               |                     |

## Giugno
| Settimana | Torneo                                                                                      | Vincitore                                           | Finalista                                | Semifinalisti | Eliminati ai quarti |
| --------- | ------------------------------------------------------------------------------------------- | --------------------------------------------------- | ---------------------------------------- | ------------- | ------------------- |
| 2 giugno  | Torneo di Monaco di Baviera 1952 Monaco di Baviera, Germania Terra rossa Singolare - Doppio | Joan Curry 6-2 6-0                                  | Hanna Kramer                             |               |                     |
| 2 giugno  | Torneo di Monaco di Baviera 1952 Monaco di Baviera, Germania Terra rossa Singolare - Doppio |                                                     |                                          |               |                     |
| 2 giugno  | Internazionali di Francia 1952 Parigi, Francia Terra rossa Singolare - Doppio               | Doris Hart 6-4 6-4                                  | Shirley Fry                              |               |                     |
| 2 giugno  | Internazionali di Francia 1952 Parigi, Francia Terra rossa Singolare - Doppio               | Shirley Fry Doris Hart 7-5, 6-1                     | Hazel Redick-Smith Julia Wipplinger      |               |                     |
| 7 giugno  | Northern Championships 1952 Manchester, Gran Bretagna Erba Singolare - Doppio               | Maureen Connolly 6-3 6-1                            | Jean Rinkel-Quertier                     |               |                     |
| 7 giugno  | Northern Championships 1952 Manchester, Gran Bretagna Erba Singolare - Doppio               | Louise Brough Maureen Connolly 1-6 6-2 9-7          | Shirley Fry Doris Hart                   |               |                     |
| 7 giugno  | Northern Championships 1952 Manchester, Gran Bretagna Erba Singolare - Doppio               | Doppio misto: Doris Hart Frank Sedgman 6-4 4-6 6-1  | Maureen Connolly Nigel Cockburn          |               |                     |
| 7 giugno  | The Priory 1952 Birmingham, Gran Bretagna Erba Singolare - Doppio                           | Patricia Todd 6-4 6-2                               | Thelma Coyne                             |               |                     |
| 7 giugno  | The Priory 1952 Birmingham, Gran Bretagna Erba Singolare - Doppio                           | Thelma Coyne Patricia Todd 6-1 6-1                  | Hazel Redick-Smith Jean Wipplinger       |               |                     |
| 7 giugno  | The Priory 1952 Birmingham, Gran Bretagna Erba Singolare - Doppio                           | Doppio misto: Patricia Todd Dick Savitt 6-3 7-9 6-1 | Thelma Long Straight Clark               |               |                     |
| 7 giugno  | Torneo di Torquay 1952 Torquay, Gran Bretagna Erba Singolare - Doppio                       | Rita Anderson Drobny                                | R.C. Stebbings                           |               |                     |
| 7 giugno  | Torneo di Torquay 1952 Torquay, Gran Bretagna Erba Singolare - Doppio                       | Sheila Griffin R.W. Stone 6-1 3-6 7-5               | Diane Midgley A.C. Roberts               |               |                     |
| 7 giugno  | Torneo di Torquay 1952 Torquay, Gran Bretagna Erba Singolare - Doppio                       | Doppio misto: Rita Anderson Jaroslav Drobny 6-1 6-3 | I. Atwood Luis Ayala                     |               |                     |
| 8 giugno  | Belgian International Championships 1952 Bruxelles, Belgio Terra rossa Singolare - Doppio   | Angela Mortimer 6-3 6-4                             | Pat Harrison                             |               |                     |
| 8 giugno  | Belgian International Championships 1952 Bruxelles, Belgio Terra rossa Singolare - Doppio   | Pat Harrison Angela Mortimer 6-1 6-4                | Christiane Mercelis Maria Teran de Weiss |               |                     |
| 8 giugno  | New England Championships 1952 Hartford, USA Cemento Singolare - Doppio                     | Anne Gray 6-2 6-4                                   | Kay Hubbell                              |               |                     |
| 8 giugno  | New England Championships 1952 Hartford, USA Cemento Singolare - Doppio                     |                                                     |                                          |               |                     |
| 9 giugno  | US Hard Court Championships 1952 Seattle, USA Cemento Singolare - Doppio                    | Mary Arnold Prentiss 6-1 8-6                        | Anita Kanter                             |               |                     |
| 9 giugno  | US Hard Court Championships 1952 Seattle, USA Cemento Singolare - Doppio                    | Mary Arnold Prentiss Julia Sampson 7-5 6-2          | Anita Kanter Patsy Heard                 |               |                     |
| 9 giugno  | Victorian Hard Court Championships 1952 Melbourne, Australia Terra rossa Singolare - Doppio | Laurie Nichols 6-3 6-3                              | Ellis                                    |               |                     |
| 9 giugno  | Victorian Hard Court Championships 1952 Melbourne, Australia Terra rossa Singolare - Doppio |                                                     |                                          |               |                     |
| 9 giugno  | Queensland Hard Court Championships 1952 Warwick, Australia Singolare - Doppio              | Edith Niemeyer Finney 6-1 6-4                       | Gloria Blair                             |               |                     |
| 9 giugno  | Queensland Hard Court Championships 1952 Warwick, Australia Singolare - Doppio              |                                                     |                                          |               |                     |
| 14 giugno | West of England Championships 1952 Bristol, Gran Bretagna Erba Singolare - Doppio           | Patricia Todd 7-5 6-2                               | Beryl Bartlett                           |               |                     |
| 14 giugno | West of England Championships 1952 Bristol, Gran Bretagna Erba Singolare - Doppio           | Beryl Bartlett Patricia Todd 6-2 6-3                | Evelyn Attwood Gwendy Love               |               |                     |
| 14 giugno | West of England Championships 1952 Bristol, Gran Bretagna Erba Singolare - Doppio           | Doppio misto: Beryl Bartlett Ian Ayre 13-11 6-2     | Patricia Todd Straight Clark             |               |                     |
| 14 giugno | Utah State Championships 1952 Salt Lake City, USA Singolare - Doppio                        | Anita Kanter 6-2 6-3                                | Joan Merciades                           |               |                     |
| 14 giugno | Utah State Championships 1952 Salt Lake City, USA Singolare - Doppio                        |                                                     |                                          |               |                     |
| 14 giugno | Kent Championships 1952 Beckenham, Gran Bretagna Erba Singolare - Doppio                    | Hazel Redick-Smith 6-2 6-2                          | Vera Dace Thomas                         |               |                     |
| 14 giugno | Kent Championships 1952 Beckenham, Gran Bretagna Erba Singolare - Doppio                    | Peggy Dawson-Scott Betty Wilford walkover           | Hazel Redick-Smith Julia Wipplinger      |               |                     |
| 21 giugno | Queen's Club Championships 1952 Londra, Gran Bretagna Erba Singolare - Doppio               | Hazel Redick-Smith 7-5 6-1                          | Betty Wilford                            |               |                     |
| 21 giugno | Queen's Club Championships 1952 Londra, Gran Bretagna Erba Singolare - Doppio               | Louise Brough Maureen Connolly 6-4 5-7 6-3          | Gwendy Love Beryl Penrose Collier        |               |                     |
| 22 giugno | Southern Championships 1952 Memphis, USA Singolare - Doppio                                 | Jean Clarke 6-3 6-1                                 | Rhoda Hopkins                            |               |                     |
| 22 giugno | Southern Championships 1952 Memphis, USA Singolare - Doppio                                 |                                                     |                                          |               |                     |

## Luglio
| Settimana | Torneo                                                                                            | Vincitore                                               | Finalista                           | Semifinalisti | Eliminati ai quarti |
| --------- | ------------------------------------------------------------------------------------------------- | ------------------------------------------------------- | ----------------------------------- | ------------- | ------------------- |
| luglio    | Swedish International Hard Court Championships 1952 Båstad, Svezia Terra rossa Singolare - Doppio | Hazel Redick-Smith 6-2 8-6                              | Julia Wipplinger                    |               |                     |
| luglio    | Swedish International Hard Court Championships 1952 Båstad, Svezia Terra rossa Singolare - Doppio |                                                         |                                     |               |                     |
| luglio    | Natal Championships 1952 Durban, Sudafrica Singolare - Doppio                                     | Ruth Stevens 7-5 6-0                                    | Thea Hale                           |               |                     |
| luglio    | Natal Championships 1952 Durban, Sudafrica Singolare - Doppio                                     |                                                         |                                     |               |                     |
| 5 luglio  | Torneo di Wimbledon 1952 Londra, Gran Bretagna Erba Singolare - Doppio                            | Maureen Connolly 7-5 6-3                                | Louise Brough                       |               |                     |
| 5 luglio  | Torneo di Wimbledon 1952 Londra, Gran Bretagna Erba Singolare - Doppio                            | Shirley Fry Doris Hart 8-6, 6-3                         | Louise Brough Maureen Connolly      |               |                     |
| 6 luglio  | Tri-State Championships 1952 Cincinnati, USA Terra rossa Singolare - Doppio                       | Anita Kanter 6-0 6-1                                    | Doris Popple                        |               |                     |
| 6 luglio  | Tri-State Championships 1952 Cincinnati, USA Terra rossa Singolare - Doppio                       |                                                         |                                     |               |                     |
| 6 luglio  | Torneo di Dortmund 1952 Dortmund, Germania Terra rossa Singolare - Doppio                         | Dorothy Knode-Head 6-0 6-2                              | Erika Vollmer                       |               |                     |
| 6 luglio  | Torneo di Dortmund 1952 Dortmund, Germania Terra rossa Singolare - Doppio                         |                                                         |                                     |               |                     |
| 12 luglio | Irish Championships 1952 Dublino, Irlanda Erba Singolare - Doppio                                 | Maureen Connolly 6-1 6-1                                | Jean Walker-Smith                   |               |                     |
| 12 luglio | Irish Championships 1952 Dublino, Irlanda Erba Singolare - Doppio                                 | Maureen Connolly Jean Walker-Smith 6-3 8-6              | Mary Fitzgibbon Betty Lombard       |               |                     |
| 12 luglio | Irish Championships 1952 Dublino, Irlanda Erba Singolare - Doppio                                 | Doppio misto: Maureen Connolly Ian Ayre 6-3 2-6 6-4     | Jean Walker-Smith Brian Woodruff    |               |                     |
| 12 luglio | Midland Counties Championships 1952 Edgbaston, Gran Bretagna Erba Singolare - Doppio              | Doris Hart 7-5 3-6 9-7                                  | Shirley Fry                         |               |                     |
| 12 luglio | Midland Counties Championships 1952 Edgbaston, Gran Bretagna Erba Singolare - Doppio              | Shirley Fry Doris Hart 7-5 4-6 7-5                      | Beryl Bartlett Patricia Todd        |               |                     |
| 12 luglio | Nottinghamshire Championships 1952 Nottingham, Gran Bretagna Erba Singolare - Doppio              | Beryl Penrose Collier 7-9 6-4 7-5                       | Helen Fletcher                      |               |                     |
| 12 luglio | Nottinghamshire Championships 1952 Nottingham, Gran Bretagna Erba Singolare - Doppio              |                                                         |                                     |               |                     |
| 14 luglio | Swiss International Championships 1952 Gstaad, Svizzera Terra rossa Singolare - Doppio            | Dorothy Knode-Head 6-2 0-6 6-2                          | Erika Vollmer                       |               |                     |
| 14 luglio | Swiss International Championships 1952 Gstaad, Svizzera Terra rossa Singolare - Doppio            | Susan Partridge Violette Rigollet 4-6 6-4 6-0           | Dorothy Knode-Head Nicla Migliori   |               |                     |
| 14 luglio | Swiss International Championships 1952 Gstaad, Svizzera Terra rossa Singolare - Doppio            | Doppio misto: Dorothy Knode-Head Ham Richardson 6-4 7-5 | Violette Rigollet Gene Garett       |               |                     |
| 14 luglio | US Clay Court Championships 1952 River Forest, USA Terra rossa Singolare - Doppio                 | Anita Kanter 6-4 6-3                                    | Lucille Davidson                    |               |                     |
| 14 luglio | US Clay Court Championships 1952 River Forest, USA Terra rossa Singolare - Doppio                 | Lucille Davidson Doris Popple 7-5 6-4                   | Anita Kanter Joan Merciades         |               |                     |
| 14 luglio | Torneo di Velbert 1952 Velbert, Germania Terra rossa Singolare - Doppio                           | Thelma Coyne 6-3 6-4                                    | Maria Teran de Weiss                |               |                     |
| 14 luglio | Torneo di Velbert 1952 Velbert, Germania Terra rossa Singolare - Doppio                           |                                                         |                                     |               |                     |
| 14 luglio | Torneo di Velbert 1952 Velbert, Germania Terra rossa Singolare - Doppio                           | Doppio misto: Thelma Long Enrique Morea 6-1 8-6         | Maria Teran de Weiss Frank Sedgeman |               |                     |
| 19 luglio | Essex Championships 1952 Frinton, Gran Bretagna Erba Singolare - Doppio                           | Jean Walker-Smith 7-5 6-3                               | Jean Rinkel-Quertier                |               |                     |
| 19 luglio | Essex Championships 1952 Frinton, Gran Bretagna Erba Singolare - Doppio                           | Jean Rinkel-Quertier Baba Madden Lewis 1-6 6-3 6-3      | Anne Shilcock Jean Trower           |               |                     |
| 19 luglio | Pennsylvania Lawn Tennis Championship 1952 Haverford, USA Erba Singolare - Doppio                 | Maureen Connolly 6-2 6-0                                | Madge Vosters                       |               |                     |
| 19 luglio | Pennsylvania Lawn Tennis Championship 1952 Haverford, USA Erba Singolare - Doppio                 | Hope Knowles Rawls Bunny Vosters 6-3 6-2                | Lois Felix Kay Hubbell              |               |                     |
| 19 luglio | Pennsylvania Lawn Tennis Championship 1952 Haverford, USA Erba Singolare - Doppio                 | Doppio misto: Maureen Connolly Perry                    | Bunny Vosters Vic Seixas            |               |                     |
| 19 luglio | Western Championships 1952 Indianapolis, USA Terra rossa Singolare - Doppio                       | Anita Kanter 7-5 6-4                                    | Karol Fageros                       |               |                     |
| 19 luglio | Western Championships 1952 Indianapolis, USA Terra rossa Singolare - Doppio                       |                                                         |                                     |               |                     |
| 19 luglio | Western Championships 1952 Indianapolis, USA Terra rossa Singolare - Doppio                       | Doppio misto: Anita Kanter Hugh Stewart 10-8 6-2        | Sara Mae Turber Chuck Devoe         |               |                     |
| 19 luglio | Scottish Championships 1952 Edimburgo, Gran Bretagna Singolare - Doppio                           | Beryl Bartlett                                          | Gwendy Love                         |               |                     |
| 19 luglio | Scottish Championships 1952 Edimburgo, Gran Bretagna Singolare - Doppio                           | Beryl Bartlett Gwendy Love 6-3 6-1                      | G.H. Dick Heather MacFarlane        |               |                     |
| 20 luglio | South Queensland Championships 1952 Ipswich, Australia Singolare - Doppio                         | Daphnee Seeney Fancutt 4-6 6-3 9-7                      | Greta Schultz                       |               |                     |
| 20 luglio | South Queensland Championships 1952 Ipswich, Australia Singolare - Doppio                         |                                                         |                                     |               |                     |
| 26 luglio | New York State Womens Championships 1952 New Rochelle, USA Singolare - Doppio                     | Louise Ganzenmuller 6-3 6-3                             | Betty Coumbe                        |               |                     |
| 26 luglio | New York State Womens Championships 1952 New Rochelle, USA Singolare - Doppio                     | Laidlow Isabel Troccole 6-4 3-6 6-4                     | Nellie Kagan Olga Kallos Elliessen  |               |                     |
| 26 luglio | Eastern States Clay Court Championships 1952 Filadelfia, USA Terra rossa Singolare - Doppio       | Joan Merciades 6-0 6-1                                  | Connie Bowan                        |               |                     |
| 26 luglio | Eastern States Clay Court Championships 1952 Filadelfia, USA Terra rossa Singolare - Doppio       |                                                         |                                     |               |                     |
| 28 luglio | Ohio State Championships 1952 Middletown, USA Singolare - Doppio                                  | Karol Fageros 6-2 6-4                                   | Elaine Lewicki                      |               |                     |
| 28 luglio | Ohio State Championships 1952 Middletown, USA Singolare - Doppio                                  |                                                         |                                     |               |                     |
| 30 luglio | Welsh Championships 1952 Newport, Gran Bretagna Singolare - Doppio                                | Beryl Penrose Collier 6-2 4-6 6-4                       | Doreen Wedderburn                   |               |                     |
| 30 luglio | Welsh Championships 1952 Newport, Gran Bretagna Singolare - Doppio                                | Beryl Penrose Collier Billie Woodgate 6-1 6-3           | Rosemary Bulleid Doreen Wedderburn  |               |                     |

## Agosto
| Settimana | Torneo                                                                                 | Vincitore                                              | Finalista                                  | Semifinalisti | Eliminati ai quarti |
| --------- | -------------------------------------------------------------------------------------- | ------------------------------------------------------ | ------------------------------------------ | ------------- | ------------------- |
| 10 agosto | German Championships 1952 Amburgo, Germania Terra rossa Singolare - Doppio             | Dorothy Knode-Head 6-1 6-3                             | Erika Vollmer                              |               |                     |
| 10 agosto | German Championships 1952 Amburgo, Germania Terra rossa Singolare - Doppio             | Dorothy Knode-Head Joy Mottram 6-3 6-0                 | Marie Luise Jencquel Margarete von Gerlach |               |                     |
| 10 agosto | German Championships 1952 Amburgo, Germania Terra rossa Singolare - Doppio             | Doppio misto: Dorothy Knode-Head Eric Sturgess 6-2 6-2 | Beryl Penrose Collier Ian Ayre             |               |                     |
| 10 agosto | Eastern Grass Court Championships 1952 Orange, USA Erba Singolare - Doppio             | Doris Hart 6-1 6-3                                     | Shirley Fry                                |               |                     |
| 10 agosto | Eastern Grass Court Championships 1952 Orange, USA Erba Singolare - Doppio             | Shirley Fry Doris Hart 6-3 1-6 6-3                     | Louise Brough Maureen Connolly             |               |                     |
| 18 agosto | Torneo di Bad Neuenahr 1952 Bad Neuenahr, Germania Singolare - Doppio                  | Joy Mottram 6-1 6-2                                    | Beryl Penrose Collier                      |               |                     |
| 18 agosto | Torneo di Bad Neuenahr 1952 Bad Neuenahr, Germania Singolare - Doppio                  |                                                        |                                            |               |                     |
| 19 agosto | Essex County Championships 1952 Essex, USA Erba Singolare - Doppio                     | Maureen Connolly 4-6 6-0 6-3                           | Louise Brough                              |               |                     |
| 19 agosto | Essex County Championships 1952 Essex, USA Erba Singolare - Doppio                     | Louise Brough Maureen Connolly 7-5 2-6 6-4             | Shirley Fry Doris Hart                     |               |                     |
| 23 agosto | Torneo di Exmouth 1952 Exmouth, Gran Bretagna Erba Singolare - Doppio                  | Dorothy Knode-Head 6-2 6-0                             | Elaine Watson                              |               |                     |
| 23 agosto | Torneo di Exmouth 1952 Exmouth, Gran Bretagna Erba Singolare - Doppio                  | Dorothy Knode-Head Stebbings 6-2 7-5                   | Rosemary Walsh Elaine Watson               |               |                     |
| 23 agosto | American Tennis Association Championships 1952 Xenia, USA Singolare - Doppio           | Althea Gibson 6-3 6-1                                  | Mary Etta Fine                             |               |                     |
| 23 agosto | American Tennis Association Championships 1952 Xenia, USA Singolare - Doppio           |                                                        |                                            |               |                     |
| 23 agosto | American Tennis Association Championships 1952 Xenia, USA Singolare - Doppio           | Doppio misto: Althea Gibson Johnson 6-4 6-2            | Doris Harrison Edgar Lee                   |               |                     |
| 23 agosto | North of England Championships 1952 Scarborough, Gran Bretagna Singolare - Doppio      | Jean Walker-Smith 7-5 6-2                              | Beryl Penrose Collier                      |               |                     |
| 23 agosto | North of England Championships 1952 Scarborough, Gran Bretagna Singolare - Doppio      | Beryl Barltett Beryl Penrose Collier 6-2 2-6 6-0       | Jean Walker-Smith Anne Shilcock            |               |                     |
| 23 agosto | Canadian Championships 1952 Toronto, Canada Singolare - Doppio                         | Melita Rameriez 6-4 6-3                                | Lucille Davidson                           |               |                     |
| 23 agosto | Canadian Championships 1952 Toronto, Canada Singolare - Doppio                         | Doris Ell Melita Rameriez 6-4, 6-3                     | Lucille Davidson Doris Popple              |               |                     |
| 24 agosto | Torneo di Gympie 1952 Gympie, Australia Singolare - Doppio                             | Daphnee Seeney Fancutt 6-4 ritiro                      | Fay Muller                                 |               |                     |
| 24 agosto | Torneo di Gympie 1952 Gympie, Australia Singolare - Doppio                             |                                                        |                                            |               |                     |
| 29 agosto | Maidstone Invitation 1952 East Hampton, USA Singolare - Doppio                         | Shirley Fry 2-6 7-5 6-4                                | Nancy Chaffee Kiner                        |               |                     |
| 29 agosto | Maidstone Invitation 1952 East Hampton, USA Singolare - Doppio                         | Shirley Fry Doris Hart 6-0 0-6 6-4                     | Midge Buck Nancy Chaffee Kiner             |               |                     |
| 31 agosto | Sydney Metropolitan Hard Court Championships 1952 Sydney, Australia Singolare - Doppio | Mary Bevis-Hawton 6-2 6-2                              | Esme Ashford                               |               |                     |
| 31 agosto | Sydney Metropolitan Hard Court Championships 1952 Sydney, Australia Singolare - Doppio |                                                        |                                            |               |                     |

## Settembre
| Settimana    | Torneo                                                                                    | Vincitore                                             | Finalista                                | Semifinalisti | Eliminati ai quarti |
| ------------ | ----------------------------------------------------------------------------------------- | ----------------------------------------------------- | ---------------------------------------- | ------------- | ------------------- |
| 1º settembre | Dolomites Tennis Tournament 1952 Cortina d'Ampezzo, Italia Terra rossa Singolare - Doppio | Manuela Bologna 6-4 6-3                               | Joy Mottram                              |               |                     |
| 1º settembre | Dolomites Tennis Tournament 1952 Cortina d'Ampezzo, Italia Terra rossa Singolare - Doppio |                                                       |                                          |               |                     |
| 1º settembre | Dolomites Tennis Tournament 1952 Cortina d'Ampezzo, Italia Terra rossa Singolare - Doppio | Doppio misto: Tony Mottram Joy Mottram 6-2 6-3        | Dragutin Mitic Erika Vollmer             |               |                     |
| 1º settembre | Istanbul International Championships 1952 Istanbul, Turchia Singolare - Doppio            | Dorothy Knode-Head 6-1 6-3                            | Baba Musluoglu                           |               |                     |
| 1º settembre | Istanbul International Championships 1952 Istanbul, Turchia Singolare - Doppio            | Pat Ward-Hales Joan Curry 6-2 6-4                     | Jacqueline Kermina Beryl Penrose Collier |               |                     |
| 7 settembre  | Austrian International Championships 1952 Salisburgo, Austria Singolare - Doppio          | Helga Strecker 6-3 6-0                                | Liezl Broz                               |               |                     |
| 7 settembre  | Austrian International Championships 1952 Salisburgo, Austria Singolare - Doppio          |                                                       |                                          |               |                     |
| 8 settembre  | New South Wales Hard Court Championships 1952 Dubbo, Australia Singolare - Doppio         | Mary Carter-Reitano 6-4 6-1                           | Fogarty                                  |               |                     |
| 8 settembre  | New South Wales Hard Court Championships 1952 Dubbo, Australia Singolare - Doppio         |                                                       |                                          |               |                     |
| 14 settembre | Eastern Mediterranean Championships 1952 Atene, Grecia Singolare - Doppio                 | Dorothy Knode-Head 6-0 8-6                            | Totta Zehden                             |               |                     |
| 14 settembre | Eastern Mediterranean Championships 1952 Atene, Grecia Singolare - Doppio                 | Pat Ward-Hales Joan Curry                             | Totta Zehden Jacqueline Kermina          |               |                     |
| 15 settembre | U.S. National Championships 1952 New York, USA Singolare - Doppio                         | Maureen Connolly 6-3 7-5                              | Doris Hart                               |               |                     |
| 15 settembre | U.S. National Championships 1952 New York, USA Singolare - Doppio                         | Shirley Fry Doris Hart 10-8, 6-4                      | Louise Brough Maureen Connolly           |               |                     |
| 16 settembre | South of England Championships 1952 Eastbourne, Gran Bretagna Singolare - Doppio          | Jean Walker-Smith 6-3 6-4                             | Jean Rinkel-Quertier                     |               |                     |
| 16 settembre | South of England Championships 1952 Eastbourne, Gran Bretagna Singolare - Doppio          | Jean Rinkel-Quertier Jean Walker-Smith 6-1 6-4        | Beryl Penrose Collier Billie Woodgate    |               |                     |
| 21 settembre | Pacific Southwest Championships 1952 Los Angeles, USA Singolare - Doppio                  | Maureen Connolly 6-4 3-6 6-1                          | Doris Hart                               |               |                     |
| 21 settembre | Pacific Southwest Championships 1952 Los Angeles, USA Singolare - Doppio                  | Shirley Fry Doris Hart 6-4 6-3                        | Louise Brough Thelma Coyne               |               |                     |
| 21 settembre | Pacific Southwest Championships 1952 Los Angeles, USA Singolare - Doppio                  | Doppio misto: Maureen Connolly Ham Richardson 6-3 6-2 | Julia Sampson Hugh Stewart               |               |                     |
| 28 settembre | Pacific Coast Championships 1952 San Francisco, USA Singolare - Doppio                    | Shirley Fry 7-9 6-2 6-4                               | Thelma Coyne                             |               |                     |
| 28 settembre | Pacific Coast Championships 1952 San Francisco, USA Singolare - Doppio                    | Shirley Fry Thelma Coyne 3-6 6-2 6-2                  | Janet Hopps Adkisson Anita Kanter        |               |                     |
| 28 settembre | Pacific Coast Championships 1952 San Francisco, USA Singolare - Doppio                    | Doppio misto: Anita Kanter Jerry De Witts 3-6 6-1 6-0 | Margaret Warren Cliff Mayne              |               |                     |
| 29 settembre | Coupe Porée 1952 Parigi, Francia Singolare - Doppio                                       | Dorothy Knode-Head 6-0 6-3                            | Jacqueline Saladin                       |               |                     |
| 29 settembre | Coupe Porée 1952 Parigi, Francia Singolare - Doppio                                       | Dorothy Knode-Head Susan Partridge 6-4 7-5            | Monique Coste Maud Galtier               |               |                     |

## Ottobre
| Settimana  | Torneo                                                                                      | Vincitore                                                     | Finalista                          | Semifinalisti | Eliminati ai quarti |
| ---------- | ------------------------------------------------------------------------------------------- | ------------------------------------------------------------- | ---------------------------------- | ------------- | ------------------- |
| 6 ottobre  | ACT Championships 1952 Canberra, Australia Singolare - Doppio                               | Mary Bevis-Hawton 6-0 6-0                                     | Kay Newcombe                       |               |                     |
| 6 ottobre  | ACT Championships 1952 Canberra, Australia Singolare - Doppio                               |                                                               |                                    |               |                     |
| 11 ottobre | British Covered Court Championships 1952 Londra, Gran Bretagna Singolare - Doppio           | Angela Mortimer 6-3 3-6 6-3                                   | Susan Partridge                    |               |                     |
| 11 ottobre | British Covered Court Championships 1952 Londra, Gran Bretagna Singolare - Doppio           | Helen Fletcher Jean Rinkel-Quertier 6-0 6-0                   | Rosemary Bulleid Angela Mortimer   |               |                     |
| 11 ottobre | British Covered Court Championships 1952 Londra, Gran Bretagna Singolare - Doppio           | Doppio misto: Jean Rinkel-Quertier Geoffrey Paish 2-6 6-4 6-3 | Susan Partridge Henry Billington   |               |                     |
| 12 ottobre | Pan American International Championships 1952 Città del Messico, Messico Singolare - Doppio | Shirley Fry 6-4 6-4                                           | Thelma Coyne                       |               |                     |
| 12 ottobre | Pan American International Championships 1952 Città del Messico, Messico Singolare - Doppio | Melita Rameriez Maria Tapia de Roldan 6-4 6-1                 | Shirley Fry Thelma Coyne           |               |                     |
| 12 ottobre | Pan American International Championships 1952 Città del Messico, Messico Singolare - Doppio | Doppio misto: Thelma Long Gar Mulloy 4-6 6-4 6-4              | Baba Madden Lewis Felicisimo Ampon |               |                     |
| 18 ottobre | Sydney Metropolitan Grass Court Championships 1952 Sydney, Australia Singolare - Doppio     | Mary Bevis-Hawton 6-2 6-1                                     | Mary Carter-Reitano                |               |                     |
| 18 ottobre | Sydney Metropolitan Grass Court Championships 1952 Sydney, Australia Singolare - Doppio     |                                                               |                                    |               |                     |

## Novembre
| Settimana   | Torneo                                                                                   | Vincitore                                           | Finalista                               | Semifinalisti | Eliminati ai quarti |
| ----------- | ---------------------------------------------------------------------------------------- | --------------------------------------------------- | --------------------------------------- | ------------- | ------------------- |
| 8 novembre  | Queensland Championships 1952 Brisbane, Australia Erba Singolare - Doppio                | Mills                                               | Daphnee Seeney Fancutt                  |               |                     |
| 8 novembre  | Queensland Championships 1952 Brisbane, Australia Erba Singolare - Doppio                |                                                     |                                         |               |                     |
| 8 novembre  | Palace Hotel Covered Court Championships 1952 Torquay, Gran Bretagna Singolare - Doppio  | Angela Mortimer 6-3 6-1                             | Joan Curry                              |               |                     |
| 8 novembre  | Palace Hotel Covered Court Championships 1952 Torquay, Gran Bretagna Singolare - Doppio  | Pat Ward-Hales Georgie Woodgate 3-6 6-4 6-4         | Anne Shilcock Joan Walker-Smith         |               |                     |
| 19 novembre | South American Championships 1952 Buenos Aires, Argentina Terra rossa Singolare - Doppio | Susan Partridge 6-3 2-6 6-4                         | Nelly Landry                            |               |                     |
| 19 novembre | South American Championships 1952 Buenos Aires, Argentina Terra rossa Singolare - Doppio | Helen Fletcher Susan Partridge 6-0 6-1              | Sofia Abreu Nelly Landry                |               |                     |
| 22 novembre | New South Wales Championships 1952 Sydney, Australia Singolare - Doppio                  | Maureen Connolly 6-3 6-2                            | Julia Sampson                           |               |                     |
| 22 novembre | New South Wales Championships 1952 Sydney, Australia Singolare - Doppio                  | Maureen Connolly Julia Sampson 4-6 6-2 6-1          | Mary Bevis-Hawton Beryl Penrose Collier |               |                     |
| 22 novembre | New South Wales Championships 1952 Sydney, Australia Singolare - Doppio                  | Doppio misto: Julia Sampson Rex Hartwig 0-6 6-3 9-7 | Maureen Connolly Lew Hoad               |               |                     |
| 30 novembre | Florida State Championships 1952 Orlando, USA Singolare - Doppio                         | Karol Fageros 6-3 2-6 6-4                           | Pat Stewart                             |               |                     |
| 30 novembre | Florida State Championships 1952 Orlando, USA Singolare - Doppio                         |                                                     |                                         |               |                     |

## Dicembre
| Settimana   | Torneo                                                                           | Vincitore                                                | Finalista                               | Semifinalisti | Eliminati ai quarti |
| ----------- | -------------------------------------------------------------------------------- | -------------------------------------------------------- | --------------------------------------- | ------------- | ------------------- |
| dicembre    | Indian International Championships 1952 Calcutta, India Singolare - Doppio       | Joy Mottram 6-2 6-1                                      | Rita Davar                              |               |                     |
| dicembre    | Indian International Championships 1952 Calcutta, India Singolare - Doppio       |                                                          |                                         |               |                     |
| dicembre    | Eastern Province Championships 1952 Port Elizabeth, Sudafrica Singolare - Doppio | Toots Watermeyer 6-3 6-3                                 | Thea Hale                               |               |                     |
| dicembre    | Eastern Province Championships 1952 Port Elizabeth, Sudafrica Singolare - Doppio |                                                          |                                         |               |                     |
| 8 dicembre  | Colombia International 1952 Barranquilla, Colombia Singolare - Doppio            | Melita Rameriez                                          | Betty Rosenquest Pratt                  |               |                     |
| 8 dicembre  | Colombia International 1952 Barranquilla, Colombia Singolare - Doppio            |                                                          |                                         |               |                     |
| 8 dicembre  | Colombia International 1952 Barranquilla, Colombia Singolare - Doppio            | Doppio misto: Betty Rosenquest Pratt Hal Burrows 6-2 6-1 | Baba Madden Lewis Grant Golden          |               |                     |
| 8 dicembre  | Victorian Championships 1952 Melbourne, Australia Singolare - Doppio             | Maureen Connolly 6-2 6-3                                 | Julia Sampson                           |               |                     |
| 8 dicembre  | Victorian Championships 1952 Melbourne, Australia Singolare - Doppio             | Maureen Connolly Julia Sampson 6-2 6-4                   | Mary Bevis-Hawton Beryl Penrose Collier |               |                     |
| 8 dicembre  | Victorian Championships 1952 Melbourne, Australia Singolare - Doppio             | Doppio misto: Julia Sampson Rex Hartwig 8-6 7-5          | Mary Bevis-Hawton Don Candy             |               |                     |
| 10 dicembre | Chile International Championships 1952 Santiago, Cile Singolare - Doppio         | Shirley Bloomer-Brasher 2-6 6-0 6-2                      | Carmen Ibarra                           |               |                     |
| 10 dicembre | Chile International Championships 1952 Santiago, Cile Singolare - Doppio         |                                                          |                                         |               |                     |
| 27 dicembre | Cumberland Championships 1952 Sydney, Australia Singolare - Doppio               | Beryl Penrose Collier                                    | Mary Carter-Reitano                     |               |                     |
| 27 dicembre | Cumberland Championships 1952 Sydney, Australia Singolare - Doppio               |                                                          |                                         |               |                     |